# Johann Oldendorp
Johann Oldendorp (Amburgo, 1486 circa – Marburgo, 3 giugno 1567) è stato un giurista, giudice e riformatore tedesco.

## Biografia
Oldendorp nacque intorno al 1486-1488 ad Amburgo, figlio di un commerciante e nipote (dalla parte di sua madre) dello storico Albert Krantz, dal quale probabilmente ricevette la sua prima educazione. Nel 1504 frequentò l' Università di Rostock e successivamente siu trasferì all'Università di Bologna, dove si laureò nel 1515. Nel 1516 fu nominato professore a Greifswald, dove prestò servizio dal 1517 come rettore. Conseguì il dottorato nel 1520 e divenne professore all'Università di Francoforte sull'Oder. Nel 1526 si trasferì a Rostock, dove divenne un magistrato civile; nel 1534 si trasferì a Lubecca e ricoprì una posizione analoga. Nel 1543 si recò a Colonia e fu richiamato dal langravio Filippo I d'Assia nel luglio 1543 a Marburgo, la prima università protestante. 
Oldendorp scrisse su argomenti che coprivano una varietà di questioni legali e filosofiche riguardanti la storia; uno dei suoi stampatori fu Andreas Kolbe. Morì a Marburgo nel 1567.

## Opere

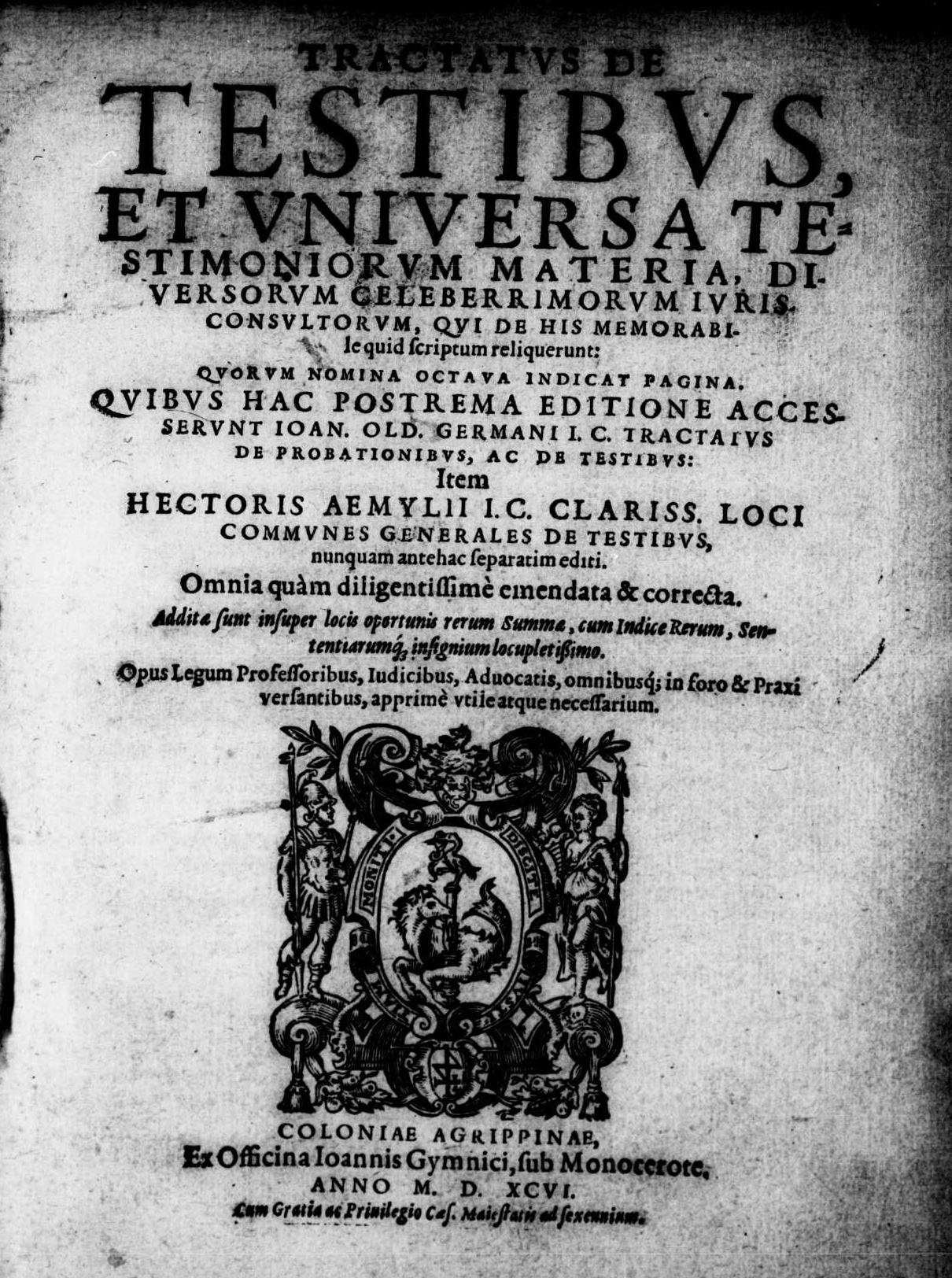
Tractatus de testibus et universa testimoniorum materia, 1596

- Wat byllich und recht ist, Rostock, 1529.
- Ratmannenspiegel, Rostock, 1530.
- Iuris naturalis gentium et civilis isagoge, Anversa, 1539.
- Loci communes iuris civilis, Lowen, 1545.
- (LA) Tractatus de testibus et universa testimoniorum materia, Köln, Johann Gymnich, 1596.